# Natalla Piatkiewicz
Natalla Uładzimirauna Piatkiewicz (biał. Натальля Уладзіміраўна Пяткевіч; ur. 1972 w Mińsku) – białoruska prawnik i polityk narodowości rosyjskiej, Wiceszef Administracji Prezydenta Republiki Białorusi; oskarżana o udział w represjach wobec przeciwników władzy Alaksandra Łukaszenki.

## Kariera polityczna
W 1994 ukończyła studia na Wydziale Prawa Białoruskiego Uniwersytetu Państwowego, cztery lata później doktoryzowała się na tej samej uczelni, otrzymując stopień naukowy kandydata nauk prawniczych. Pracowała jako główny specjalista, a później kierownik Departamentu Prawa Państwowego i Międzynarodowego Głównego Zarządu Prawnego Administracji Prezydenta Republiki Białorusi.
W 12 grudnia 2001 prezydent Łukaszenka mianował ją swoim rzecznikiem prasowym na miejsce Mikałaja Borysewicza, a 25 listopada 2004 wiceszefową Administracji Prezydenta.
W 2006 zakazano jej wjazdu na teren USA i państw Unii Europejskiej za udział w fałszowaniu wyborów prezydenckich.
W końcu lipca 2009 usunięta ze składu Komisji ds. Ułaskawienia przy prezydencie, którą kierowała kilka lat. Usunięta została także z Komisji ds. Obywatelskich i Prawnej Rady Konsultacyjnej przy prezydencie. Na wszystkich tych stanowiskach zastąpił ją zastępca szefa Administracji Prezydenta Walery Mickiewicz. Funkcję tę pełniła do 2010 roku. Do 2014 roku była asystentką Łukaszenki. 27 czerwca 2024 r. ponownie została pierwszym zastępcą szefa administracji.

## Charakterystyka
Przez media białoruskie nazywana jest „żelazną damą”. Niektóre gazety posunęły się nawet do wymienienia jej nazwiska w gronie przyszłych pretendentów do urzędu prezydenta. Uważana za liberała w otoczeniu Łukaszenki i często otrzymuje od niego zadanie ogłaszania najbardziej niepopularnych decyzji władzy. Sprzeciwiała się reformie edukacji, kiedy to z ironią skomentowała jej projekt, mówiąc, że być może należy usunąć angielski ze szkół i uniwersytetów, aby młodzież nie wyjeżdżała za granicę. W 2007 r. prowadziła rozmowy w Mińsku z zastępcą doradcy Sekretarza Stanu Davidem Cramerem, co zaowocowało zwolnieniem trzech więźniów politycznych.

## Rodzina
Pierwszy mąż Uładzisłau Piatkiewicz kieruje Narodową Loterią Sportową Białorusi.
Drugi mąż Alaksandr Martynienka, zastępca przewodniczącego Białoruskiej Teleradiokompanii. Ceremonia odbyła się 27 marca 2009.

## Opinie na temat udziału w łamaniu praw człowieka
Według raportu przygotowanego przez polską Fundację Wolność i Demokracja, Natalla Piatkiewicz w czasie pełnienia funkcji zastępcy szefa Biura Administracji Prezydenta odpowiedzialna była za koordynowanie działań przeciwko opozycji politycznej i społeczeństwu obywatelskiemu. 2 lutego 2011 roku znalazła się na liście pracowników organów administracji Białorusi, którzy za udział w domniemanych fałszerstwach i łamaniu praw człowieka w czasie wyborów prezydenckich w 2010 roku otrzymali zakaz wjazdu na terytorium Unii Europejskiej.